# Boston Patriots 1966
La stagione 1966 dei Boston Patriots è stata la settima della franchigia nell'American Football League e la sesta con Mike Holovak come capo-allenatore.. La squadra concluse con un bilancio di otto vittorie, quattro sconfitte e due pareggi, al secondo posto della AFL Eastern division. 

## Roster parziale
I seguenti giocatori hanno disputato almeno una partita con i Boston Patriots nella stagione 1966.
| Nome             | Ruolo | Note |
| ---------------- | ----- | ---- |
| Tom Addison      |       |      |
| Houston Antwine  |       |      |
| Joe Avezzano     |       |      |
| Joe Bellino      |       |      |
| Jim Boudreaux    |       |      |
| Nick Buoniconti  |       |      |
| Justin Canale    |       |      |
| Bob Cappadona    |       |      |
| Gino Cappelletti |       |      |
| Jim Colclough    |       |      |
| Jay Cunningham   |       |      |
| Bob Dee          |       |      |
| Larry Eisenhauer |       |      |
| Lonnie Farmer    |       |      |
| Dick Felt        |       |      |
| Jim Fraser       |       |      |
| J.D. Garrott     |       |      |
| Larry Garron     |       |      |
| Art Graham       |       |      |
| White Graves     |       |      |

## Calendario
| Turno | Avversario            | Risultato | Stadio               | Record | Pubblico |
| ----- | --------------------- | --------- | -------------------- | ------ | -------- |
| 1     | at San Diego Chargers | S 0–24    | Balboa Stadium       | 0–1    | 29,539   |
| 2     | at Denver Broncos     | V 24–10   | Mile High Stadium    | 1–1    | 25,337   |
| 3     | Kansas City Chiefs    | S 24–43   | Fenway Park          | 1–2    | 22,641   |
| 4     | New York Jets         | P 24–24   | Fenway Park          | 1–2–1  | 27,255   |
| 5     | at Buffalo Bills      | V 20–10   | War Memorial Stadium | 2–2–1  | 45,542   |
| 6     | Settimana di pausa    |           |                      |        |          |
| 7     | San Diego Chargers    | V 35–17   | Fenway Park          | 3–2–1  | 32,371   |
| 8     | Oakland Raiders       | V 21–24   | Fenway Park          | 4–2–1  | 26,941   |
| 9     | Denver Broncos        | S 10–17   | Fenway Park          | 4–3–1  | 18,154   |
| 10    | Houston Oilers        | V 27–21   | Fenway Park          | 5–3–1  | 23,426   |
| 11    | at Kansas City Chiefs | P 27–27   | Municipal Stadium    | 5–3–2  | 41,475   |
| 12    | at Miami Dolphins     | V 20–14   | Miami Orange Bowl    | 6–3–2  | 22,754   |
| 13    | Buffalo Bills         | V 14–3    | Fenway Park          | 7–3–2  | 39,350   |
| 14    | at Houston Oilers     | V 38–14   | Rice Stadium         | 8–3–2  | 17,100   |
| 15    | at New York Jets      | S 28–38   | Shea Stadium         | 8–4–2  | 58,921   |

## Classifiche
| AFL Eastern Division | AFL Eastern Division | AFL Eastern Division | AFL Eastern Division | AFL Eastern Division | AFL Eastern Division | AFL Eastern Division | AFL Eastern Division | AFL Eastern Division | AFL Eastern Division |
|                      | V                    | S                    | P                    | %                    | DIV                  | PF                   | PS                   | Str.                 |                      |
| -------------------- | -------------------- | -------------------- | -------------------- | -------------------- | -------------------- | -------------------- | -------------------- | -------------------- | -------------------- |
| Buffalo Bills        | 9                    | 4                    | 1                    | .692                 | 6–2                  | 358                  | 255                  | V1                   |                      |
| Boston Patriots      | 8                    | 4                    | 2                    | .677                 | 5–1–1                | 315                  | 283                  | S1                   |                      |
| New York Jets        | 6                    | 6                    | 2                    | .500                 | 4–3–1                | 322                  | 312                  | V1                   |                      |
| Houston Oilers       | 3                    | 11                   | 0                    | .214                 | 1–7                  | 335                  | 396                  | S8                   |                      |
| Miami Dolphins       | 3                    | 11                   | 0                    | .214                 | 2–5                  | 213                  | 362                  | V1                   |                      |

Nota: Le partite pareggiate non vennero conteggiate a fini delle classifiche fino al 1972.